# نی توپی
نی توپی (نام علمی: Sparganium erectum) نام یک گونه از سرده نی خاردار است.